# Redstone (coet)
Redstone era un coet nord-americà llençat per primera vegada el 1995. Era un descendent directe de les V-2 alemanyes desenvolupades per l'equip de Wernher von Braun traslladat als Estats Units d'Amèrica en acabar la Segona Guerra Mundial.
Va ser desenvolupat i emprat per realitzar les primeres proves reals de míssils nuclears. També se'l coneixia com el Redstone MRBM Medium Range Balistic Missile (en català: Míssil Balístic d'Abast Mitja).
Tot i els seus orígens plenament militars, també fou una peça important en la cursa espacial, encarregant-se de llançar el primer satèl·lit artificial americà i portar a l'espai diverses missions emmarcades dins del projecte Mercury. Va ser eliminat del servei a finals del 1964, si bé va continuar en actiu una família de Redstones modificats anomenada Sparta.

## Història

### Com a Míssil Balístic
Aquest coet va ser producte de l'Agència de Míssils Balístics de l'Exèrcit (ABMA: Army Ballistic Missile Agency) i es va construir a l'arsenal de Redstone de Huntsville, Alabama sota el lideratge de Wernher von Braun. El seu disseny havia de convertir-lo en el principal míssil terra-terra de l'exèrcit de terra americà, que el va començar a desplegar l'any 1958. L'empresa Chrysler va ser la guanyadora del contracte de construcció dels mateixos i va iniciar la seva producció el 1952. Un total de 4 llançadors mòbils amb una recàrrega cadascun (un total de 8 míssils Redstone) van ser desplegats a la República Federal Alemanys fins al 1963. Els Redstone tenien un abast efectiu de fins a 300 km emprant com a propel·lents alcohol i oxigen líquid (LOX). Els Redstone podien muntar caps termonuclears d'1 o 3,75 Megatones. Aquests coets es van emprar en dues de les proves nuclears reals realitzades l'agost del 1958 a l'illa de Johnson a l'oceà pacífic en el marc de l'operació Hardtack. L'1 d'agost el primer Redstone (#CC50) va llançar el primer test nuclear ("Teak") detonant la seva càrrega a 77,8 km d'alçària. L'endemà el següent Redstone (#CC51) va dur a terme la segona prova ("Organge") a una altitud de 43 km. Ambdós coets portaven un cap nuclear de 3,75 Megatones i van ser les primeres proves reals de míssils nuclears que van fer els Estats Units. Els IRBM o Míssils Balístics d'abast intermedi (Intermediate Range Ballistic Missile en anglès) anomenats Júpiter van ser descendents directes dels Redstone. Els anomenats Juspite-C van ser una sèrie de Redstones modificats amb una etapa superior de combustible sòlid que van ser emprats els les proves dels cons de reentrada dels Júpiter IRBM.

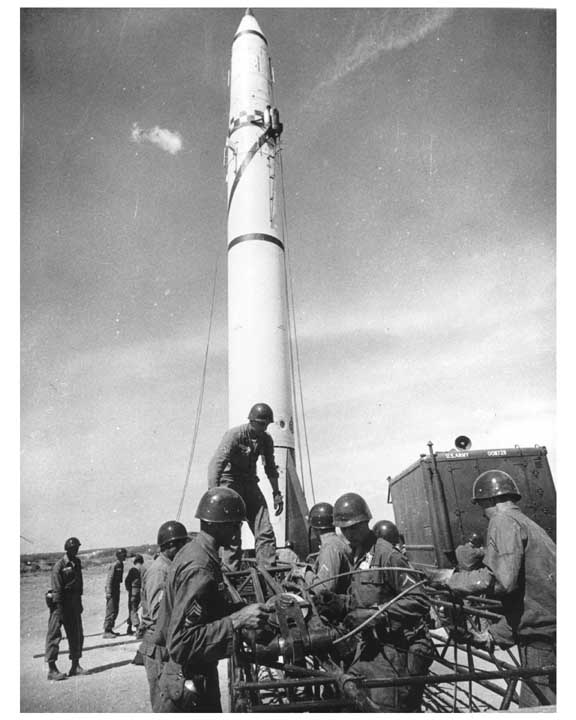
Llançament tàctic d'un Redstone

### Com a Vehicle Llançador
Alguna gent als Estats Units creuen que podrien haver guanyat la cursa per posar el primer satèl·lit artificial en òrbita a la U.R.S.S., si s'hagués permès a l'equip de Von Braun (Exèrcit de Terra) d'intentar-ho amb el seu coet Jupiter-C. L'administració d'Eisenhower volia que el primer satèl·lit fos llançat per un coet de desenvolupament civil, bàsicament perquè els programes militars tenien una prioritat més alta i no es podien malbaratar recursos destinant-los a complir objectius civils. Per aquest motiu es va desenvolupar el coet Vanguard i es va ordenar a Von Braun no intentar cap llançament de satèl·lit. Tot i això, quan el desembre del 1957, el primer coet Vanguard va fallar caient a la rampa de llançament i explotant mentre les imatges eren televisades a tot el país, el President Eisenhower va ordenar a l'equip de Von Braun de llençar un satèl·lit tan aviat com fos possible. Quan el gener del 1958 el coet Jupiter-C va posar en òrbita el satèl·lit Explorer I, aquest llançador va ser rebatejat com a Juno I.
Diversos tancs de propel·lents dels Redstone agrupats amb vuit motors dels Jupiter IRBM creaven la base mare de la primera etapa del que serien els potents llançadors Saturn I i Saturn IB. Aquests coets Saturn, si bé van ser desenvolupats inicialment per la ABMA, van ser posteriorment adoptats per la NASA i llançats a l'espai a partir del 1961.

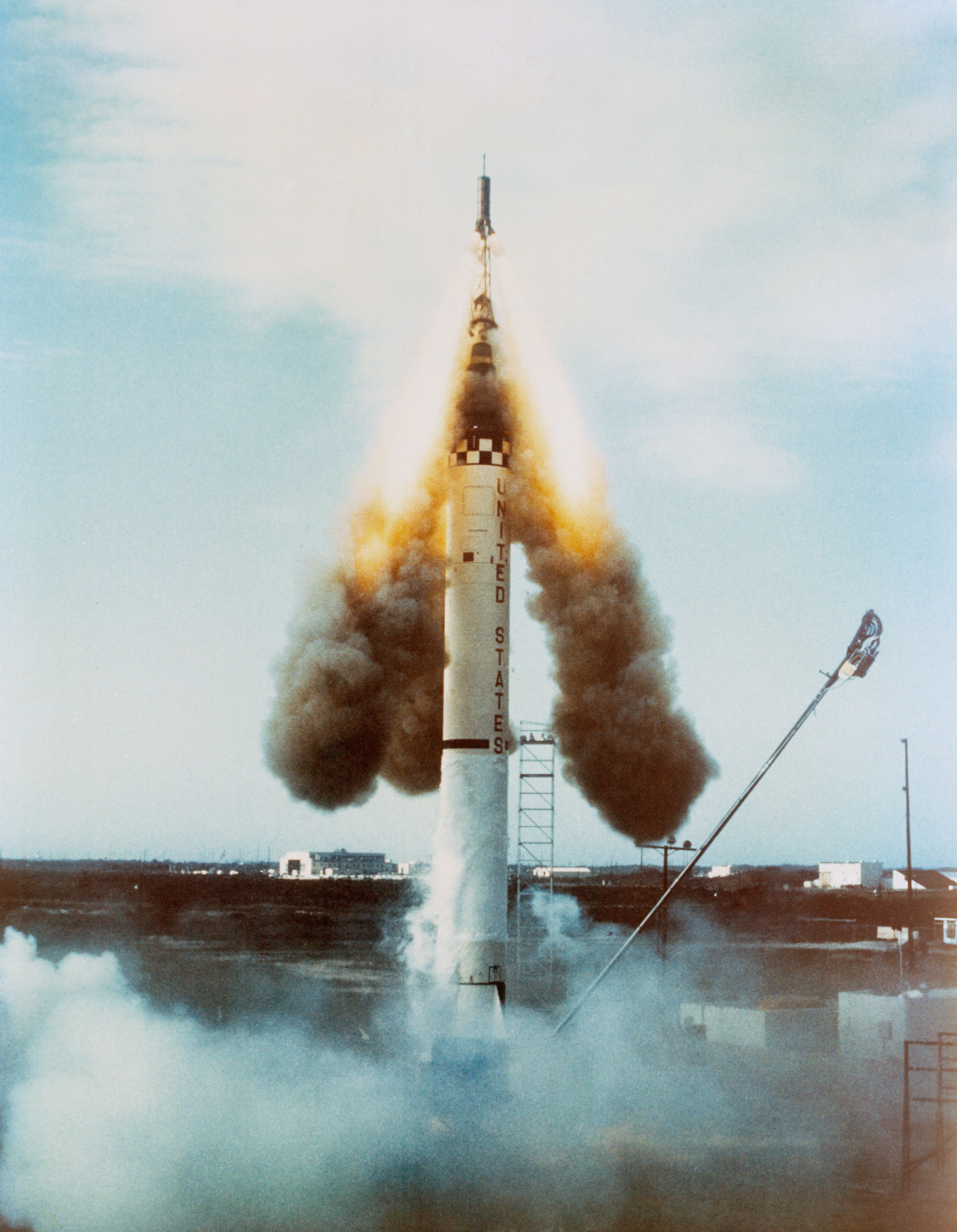
Sistema d'escapament Mercury-Redstone 1 disparant-se

Els Redstone també es fan servir en diversos llançaments de vols suborbitals emmarcats dins del programa Mercury:
- Mercury-Redstone 1, va enlairar-se només 10 cm (100 mm).
- Mercury-Redstone 1A, vol no tripulat.
- Mercury-Redstone 2, Vol "tripulat" pel ximpanzé Ham.
- Mercury-Redstone BD, Darrer vol de proves abans del primer vol tripulat.
- Freedom 7 (Mercury-Redstone 3), Primer vol tripulat espacial Amèrica (Alan Shepard).
- Liberty Bell 7 (Mercury-Redstone 4), Segon americà a l'espai, Gus Grissom.

### Final de Servei
La producció dels Redstone va ser aturada oficialment a finals del 1964, quan els míssils Redstone van ser substituïts pels Pershing a l'arsenal dels Estats Units. A finals dels seixanta, una sèrie d'excedents de míssils Redstone MRBM modificats van ser disparats a Austràlia com a part d'unes proves militars de vehicles de reentrada. Aquests míssils portaven etapes addicionals de combustible sòlid afegides i un d'ells va ser utilitzat el 1967 per posar en òrbita el primer satèl·lit Australià Wresat. Aquesta sèrie de Redstones australians modificats són els que es van anomenar coets Sparta.